# 5301 Новобранець
5301 Новобранець (5301 Novobranets) — астероїд головного поясу, відкритий 20 вересня 1974 року.
Тіссеранів параметр щодо Юпітера — 3,121.